# Lionel Penrose
Lionel Sharples Penrose (* 11. Juni 1898 in London; † 12. Mai 1972 ebenda) war ein britischer Psychiater, Genetiker, Mathematiker und Schachkomponist, der Pionierarbeit auf dem Gebiet der Erbkrankheiten leistete.

## Leben
Penrose besuchte die Downs School in Colwall und Leighton Park School der Quäker in Reading. Nach dem Abschluss 1916 diente er als Quäker in einer Ambulanzeinheit der Quäker im Ersten Weltkrieg. Danach studierte er an der Universität Cambridge (St. John’s College) und gehörte zu der Studentenverbindung Cambridge Apostles. Nach einem Abschluss in Moral Science mit Bestnoten studierte er ein Jahr Psychologie an der Universität Wien. 1928 erhielt er seinen Abschluss als Psychologe (gleichzeitig am St Thomas’ Hospital in London) und 1930 wurde er in Medizin promoviert. 1945 to 1965 war er Galton Professor am Galton Laboratory des  University College London, mit dem offiziellen Lehrauftrag eines Professors für Eugenik (eine Bezeichnung die Penrose nicht mochte und inhaltlich ignorierte, die aber aus juristischen Gründen der Stiftungsprofessur lange beibehalten wurde).

## Werk
Ein Schwerpunkt seiner Arbeit war die Genetik mentaler Behinderungen wie Down-Syndrom. Penroses 1938 veröffentlichte „Colchester-Studie“ war der erste ernsthafte Versuch,  die genetischen Grundlagen der Lernschwäche zu studieren. Er fand heraus, dass Verwandte von Patienten mit schwerer Behinderung in der Regel nicht betroffen waren, aber einige von ihnen waren mit ähnlicher Schwere betroffen wie der ursprüngliche Patient, während Verwandte von Patienten mit leichter Behinderung eher leichte oder grenzwertige Behinderung hatten.
In der britischen Psychiatrie sagt das sogenannte „Penrose-Gesetz“ aus, dass die Anzahl der Insassen von Gefängnissen und Psychiatrien entgegengesetzt korreliert sind, auch wenn dies im Allgemeinen als eine zu starke Vereinfachung angesehen wird.
Penrose entwickelte für Wahlverfahren das Quadratwurzelgesetz von Penrose, das man z. B. in Gremien anwenden kann, in denen verschiedene Länder beteiligt sind. Damit jeder Bürger denselben Machtindex, also Einfluss auf Entscheidungen dieses Gremiums, hat, egal aus welchem Land er kommt, müssen die Machtindizes der Länder innerhalb des Gremiums proportional zur Quadratwurzel der Bevölkerungszahl verteilt sein.
Er befasste sich auch mit Fingerabdrücken. In der Begründung des Lasker Award von 1960 werden unter seinen Verdiensten aufgezählt: Untersuchungen die alle Bereiche der Humangenetik berühren, einschließlich genetische Analyse der meisten bekannten Erbkrankheiten, Beiträge zur mathematischen Genetik, biochemischen Genetik, Genkopplung beim Menschen und theoretische Arbeiten zum mutagenen Effekt ionisierender Strahlungen, und in jüngster Zeit Abnormalitäten der menschlichen Chromosomen, die mit angeborenen Defekten verbunden sind, speziell Mongolismus (Laudatio).
Penrose hat einige Schachaufgaben komponiert.

## Familie
Penrose ist der Sohn des Porträtmalers James Doyle Penrose (1862–1932) und von Elizabeth Josephine Penrose (Peckover), die beide Quäker waren, und auch Penrose wurde streng als Quäker erzogen. Er ist der Vater des Mathematikers Oliver Penrose, des Forschers Roger Penrose (mit dem er Veröffentlichungen über das Penrose-Dreieck machte), des Schachgroßmeisters Jonathan Penrose und der Genetikerin Shirley Hodgson. Sein jüngerer Bruder war der Künstler, Kunsthistoriker und Autor Roland Penrose.

## Preise und Ehrungen
1950 erhielt er den Weldon Memorial Prize, 1960 den Albert Lasker Award for Basic Medical Research und 1964 die James Spence Medal. Er war Fellow der Royal Society.

## Schriften
- Mental Defect, London: Sidgwick and Jackson, 1933
- The Influence of Heredity on Disease, London: H. K. Lewis 1934
- A clinical and genetic study of 1280 cases of mental defect, MRC Special Report Nr. 229, London: H.M.S.O. 1938
- The Biology of Mental Defect, London: Sidgwick and Jackson, 1949, 4. Auflage 1972
- On the objective study of crowd behaviour, London: H. K. Lewis 1952
- Heredity and environment in human affairs, National Children’s Home, Convocation Lecture 1955
- Outline of human genetics, London: Heinemann 1960, 3. Auflage 1973
- Mongolism, in F. Avery Jones (Hrsg.), Clinical Aspects of Genetics, London, Pitman 1961, S. 86
- Dermatoglyphics, Scientific American 1969
- Genetik und Gesellschaft und Ursachen des Schwachsinns, in G. G. Wendt (Hrsg.), Genetik und Gesellschaft, Marburger Forum, Wissenschaftliche Verlagsgesellschaft 1970